# العلاقات الزامبية الكندية
العلاقات الزامبية الكندية هي العلاقات الثنائية التي تجمع بين زامبيا وكندا.

## مقارنة بين البلدين
هذه مقارنة عامة ومرجعية للدولتين:
| وجه المقارنة                                              | زامبيا                         | كندا                     |
| --------------------------------------------------------- | ------------------------------ | ------------------------ |
| المساحة (كم2)                                             | 752.62 ألف                     | 9.98 مليون               |
| عدد السكان (نسمة)                                         | 17.09 مليون                    | 35.70 مليون              |
| الكثافة السكانية (ن./كم²)                                 | 22.71                          | 3.58                     |
| العاصمة                                                   | لوساكا                         | أوتاوا                   |
| اللغة الرسمية                                             | لغة إنجليزية                   | لغة إنجليزية، لغة فرنسية |
| العملة                                                    | كواشا زامبي، كواشا زامبي قديم ‏ | دولار كندي               |
| الناتج المحلي الإجمالي (بليون دولار)                      | 25.81 مليار                    | 1.65 تريليون             |
| الناتج المحلي الإجمالي (تعادل القوة الشرائية) بليون دولار | 62.18 مليار                    | 1.59 تريليون             |
| الناتج المحلي الإجمالي الاسمي للفرد دولار أمريكي          | 1.30 ألف                       | 43.25 ألف                |
| الناتج المحلي الإجمالي للفرد دولار أمريكي                 | 3.90 ألف                       | 45.07 ألف                |
| مؤشر التنمية البشرية                                      | 0.586                          | 0.913                    |
| رمز المكالمات الدولي                                      | +260                           | +1                       |
| رمز الإنترنت                                              | .zm                            | .ca                      |
| المنطقة الزمنية                                           | ت ع م+02:00                    |                          |

## مدن متوأمة
في ما يلي قائمة باتفاقيات التوأمة بين مدن زامبية وكندية:
- ترتبط ندولا مع ريجاينا باتفاقية توأمة منذ 1 أكتوبر 2007.[15]
- ترتبط سينانغا [الإنجليزية]‏ مع كيلونا باتفاقية توأمة.

## منظمات دولية مشتركة
يشترك البلدان في عضوية مجموعة من المنظمات الدولية، منها:
| علم المنظمة | اسم المنظمة                               | تاريخ انضمام زامبيا | تاريخ انضمام كندا |
| ----------- | ----------------------------------------- | ------------------- | ----------------- |
|             | مؤسسة التنمية الدولية                     | 23 سبتمبر 1965      | 24 سبتمبر 1960    |
|             | البنك الإفريقي للتنمية                    | ?                   | ?                 |
|             | يونسكو                                    | 9 نوفمبر 1964       | 4 نوفمبر 1946     |
|             | مؤسسة التمويل الدولية                     | 23 سبتمبر 1965      | 20 يوليو 1956     |
|             | منظمة حظر الأسلحة الكيميائية              | ?                   | ?                 |
|             | الأمم المتحدة                             | 1 ديسمبر 1964       | 9 نوفمبر 1945     |
|             | الاتحاد الدولي للاتصالات                  | 23 أغسطس 1965       | 1 يوليو 1908      |
|             | منظمة الشرطة الجنائية الدولية             | ?                   | ?                 |
|             | البنك الدولي للإنشاء والتعمير             | 23 سبتمبر 1965      | 27 ديسمبر 1945    |
|             | الاتحاد البريدي العالمي                   | ?                   | ?                 |
|             | المركز الدولي لتسوية المنازعات الاستشارية | 17 يوليو 1970       | 1 ديسمبر 2013     |
|             | وكالة ضمان الاستثمار متعدد الأطراف        | 6 يونيو 1988        | 12 أبريل 1988     |
|             | منظمة التجارة العالمية                    | ?                   | ?                 |
|             | دول الكومنولث                             | ?                   | ?                 |

## وصلات خارجية
- موقع وزارة الخارجية الكندية